# Limosina pappi
Limosina pappi är en tvåvingeart som beskrevs av Rohacek 1983. Limosina pappi ingår i släktet Limosina och familjen hoppflugor. Inga underarter finns listade i Catalogue of Life.